# لويس بونابرت
لويس بونابرت (بالفرنسية: Louis Bonaparte) (يعرف في الهولندية باسم لودفايك نابوليون:Lodewijk Napoleon) (نطق هولندي: [ˈlo:dəʋɛik nɑˈpo:le:jɔn]) هو عسكري فرنسي عاش بين عامي 1778 – 1846، وكان أحد أخوة بونابرت وهو والد نابليون الثالث، وكان خلال فتوحات أخيه ملكاً على هولندا.

## بدايات حياته
ولد لويس في أجاكسيو في 2 سبتمبر 1778، واسمه الإيطالي هو لويجي بونابارتي. وأشرف أخوه الأكبر نابليون على تعليمه باهتمام بالغ، مما وهبه منحة إلى المدارس العسكرية الملكية في فرنسا. ارتحل لويس مع شقيقه لفترة من الوقت عندما كان شقيقه ملازما في حامية في أوسون. في عام 1795 استطاع نابليون أن يؤمن له دخول المدرسة العسكرية في شالون، وكتب عن الفتى: «أنا راضٍ جدا عن لويس؛ فهو منتهى أملي بذكائه ووده وصحته الجيدة وموهبته وبراعته وطيبته – فهو يمتلك كل هذه الصفات». شارك لويس بالحملة الإيطالية عامي 1796-97 مع نابليون وكان ضابطا مرافقا في الحملة الفرنسية على مصر في أعوام 1798-99. في عام 1802 زوجه القنصل الأول إلى أورتونس دي بوهارنيه، وهو زواج أجبر عليه وانتهى بفشله. في عام 1804 ترقى لويس إلى رتبة جنرال، ودخل مجلس الدولة لكي يتمم معرفته للشؤون الإدارية. في السنة التالية أصبح حاكم باريس ووضع على عاتقه العديد من الواجبات العسكرية والإدارية.

## ملك هولندا
بعد نصر أوسترليز (2 ديسمبر 1805) بدأ نابليون يخطط لتشكيل حلقة من الدول المحيطة بالإمبراطورية الفرنسية وتكون على تحالف متين معها. وضع لويس على عرش هولندا، وأعلنه ملكا لتلك البلاد في 6 يونيو 1806. ومن البداية انتقده الإمبراطور لتساهله الشديد مع أتباعه ولملاطفته الشعب كثيرا. كما أدت صرامة النظام القاري للشقاق بين الأخوين. وتنغصت علاقاتهما بسبب غيرة لويس العنيفة على زوجته. وفي عام 1808 عرض الإمبراطور على لويس عرش إسبانيا الذي كان شاغرا؛ لكن لويس رفض قبول العرض الذي ذهب إلى شقيقهما جوزف. واستمر النزاع بين لويس والإمبراطور. في الجزء الأخير من عام 1809 صمم نابليون على ضم هولندا لكي يوقف تجارة الهولنديين التي استمرت سرا مع إنجلترا. وفي نهاية السنة لويس ذهب إلى باريس، وكان ينوي إتمام طلاقه من أورتينس وأن يكسب معاهدة أفضل لعملية ضم هولندا، ولكنه فشل في كلا المسعيين. وفي يناير 1810 ضم نابليون جزيرة فالخيرين، زعما منه بأن لويس لم ينفذ مهمته في الدفاع عن مصالح فرنسا في زمن حملة فالخيرين البريطانية (1809). احتلت القوات الفرنسية أيضا بريدا وبيرغن أوب زوم. فسح لويس المجال لكل نقاط الخلاف؛ لكن رضوخه لم بؤدي إلا إلى تأجيل الأزمة فقط. بعد انهيار المفاوضات مع بريطانيا العظمى في ربيع عام 1810، ضغط الإمبراطور مجددا على لويس ثانية، وأرسل في النهاية قوات فرنسية إلى العاصمة الهولندية. عقب ذلك يئس لويس من إبداء المقاومة، وهرب من مملكته واستقر في توبليتز في بوهيميا. وفي 9 يوليو 1810 قام نابليون بضم هولندا إلى الإمبراطورية الفرنسية.

## سنواته الأخيرة
أمضى لويس بقية حياته منفصلا عن زوجته، وفي عام 1815 كسب حضانة ابنه البكر. عاش بصورة رئيسية في روما، وكان يهتم بالدراسات الأدبية والفلسفية وبثروات أبنائه. وقد سرّه ولاؤهم للقضية الوطنية والديمقراطية في إيطاليا في 1830-1831، وتكدّر بموت ابنه البكر، نابليون لويس، في حملة رومانيا الربيعية في عام 1831. فشل ابنه الآخر، تشارلز لويس نابليون (بعد ذلك أصبح نابليون الثالث)، في أخذ التاج الفرنسي من لويس فيليب الأول بعد عدة محاولات في ستراسبورغ وبولوني والتي سببت له إحباطا أكبر. ومات في 25 يوليو 1846 ودفن في سان لو.

## شخصيته
كان من الممكن أن يكسب لويس سمعة بلطفه وإحسانه في ظروف أكثر مناسبة، والبراهين على هذا تظهر أثناء فترة حكمه في هولندا وكسبه لاحترام مواطنيه؛ لكن حساسيته المفرطة نغصت على أقاربه من الناحية العائلية والسياسية ولإفساد مركزه. أعماله الأدبية لم تكن ذات أهمية. أبنائه هم نابليون شارل (1802-1807)، نابليون لويس (1804-1831)، وشارل لويس نابليون (1808-1873)، بعد ذلك أصبح إمبراطور الفرنسيين باسم نابليون الثالث.

## قراءات أخرى
أهم الأعمال عن حياة وحكم لويس هي:
- وثائق تاريخية وتأملات عن حكومة هولندا Documents historiques et réflexions sur le gouvernement de la Hollande بقلم كونت سانت لو (ثلاثة أجزاء، باريس، 1820)
- نابليون والملك لويس، بناء على السجلات المحفوظة في الأرشيف الوطني Napoleon Ier et le Roi Louis, d'apres les documents conserves aux archives nationales بقلم فيلكس روكاين (باريس، 1875)
- أخوة نابليون الملوك Les Rois freres de Napoleon بقلم البارون ألبير دو كاس (باريس، 1883)
- بلاط هولندا تحت حكم لويس بونابارت، من شاهد La Cour de Hollande sous le regne de Louis Bonaparte, par un auditeur بقلم أتاناس غارنييه (باريس وأمستردام، 1823)
- نابليون وملك هولندا (1806 - 1813) من خلال الوثائق الموثقة وغير المنشورة Napoleon Ier et le roi de Hollande (1806-1813) d'apres des documents authentiques et inedits بقلم تيودور يوريسن (باريس ولاهاي، 1868)
- لويس بونابارت ملك هولندا Louis Bonaparte, Koning van Holland بقلم ف لوسيس (أمستردام، 1823)
- حكم الملك لودفايك نابليون (1806 – 1810) De Regeering van Koning Lodewijk Napoleon ل فيخرس (أوترخت، 1892)
- نابليون وعائلته Napoleon et sa famille بقلم فريدريك ماسون (من أربعة أجزاء، باريس، 1897 – 1900).

## روابط خارجية
- لويس بونابرت على موقع الموسوعة البريطانية (الإنجليزية)